# Aurora Bosch Fernández
Aurora Bosch Fernández   (l'Havana, 10 de desembre de 1942) és una ballarina cubana i professora de ballet. Juntament amb Loipa Araújo, Josefina Méndez i Mirta Plá, és considerada com una de les "quatre joies del ballet cubà". Fou artista principal amb el Ballet Nacional de Cuba.
El 1951, va estudiar a l'Acadèmia de Ballet d'Alicia Alonso, ara l'Escola de Ballet Nacional cubana, on es va formar amb Magda González Mora, José Parés i Fernando Alonso. Va debutar amb el Ballet Nacional de Cuba el 1954 en la producció El llac dels cignes. El 1956, va entrar al BNC, fent el seu debut en una representació de Les Sylphides a Matanzas. Va ser promocionada a solista el 1962. El 1967, va ser promoguda a prima ballerina al BNC i després va exercir com a mestra de ballet. Va ensenyar en el Ballet Nacional d'Espanya.
Ha rebut les Medalles d'Or i Plata en el Concurs Internacional de Ballet de Varna, Bulgària; el Premi "Anna Pávlova" de la Universitat de la Dansa de París i el Premi Especial dels Crítics de Dansa de França; la Medalla d'Or de l'Institut Nacional de Belles Arts de Mèxic, el Premi Internacional de l'Art "Sagitari d'Or" d'Itàlia i la Medalla al Mèrit danzario del Consell Brasiler de la Dansa.